# چیتلان
چیتلان، روستایی از توابع دهستان ریزوند بخش مرکزی شهرستان چرداول در استان ایلام ایران است

## جمعیت
این روستا در دهستان ریزوند بخش شباب قرار دارد و براساس سرشماری مرکز آمار ایران در سال ۱۳۸۵، جمعیت آن ۱۱۶ نفر (۲۴خانوار) بوده‌است.